# جينيفر ميلس
جينيفر ميلس (بالإنجليزية: Jennifer Mills)‏ (1977)؛ روائية أسترالية.